# Хозрет
Хозре́т (каз. Қазірет) — село у складі Житікаринського району Костанайської області Казахстану. Входить до складу Більшовицького сільського округу.
Населення — 57 осіб (2021; 121 у 2009, 714 у 1999, 1599 у 1989).